# 莫斯伯格185霰彈槍
莫斯伯格185（英語：Mossberg 185）是20鉛徑手動槍機式霰彈槍，由O·F·莫斯伯格父子公司於1948年至1964年在康乃狄克州紐哈芬市製造。

## 衍生型

### D
最初的版本製於1947-1950。有三種收束器旋緊在槍管外側，運送時會附上拆卸收束器的扳手。只能用2¾英吋的霰彈，不能使用更大的麥格農彈。當只有兩發霰彈在彈匣中時，只要先上膛一發在填入一發進彈匣，就可以達到三發的裝彈數。
此霰彈槍的槍托是蒙地卡羅風格，有手槍握把的外型、黑色塑膠扳機護手。

### D-A
185D-A型，手動式。製於1950年。

### D-B
D-B型，改變撞針設計。製於1950年至1955年。

### D-C
改變彈匣承板設計（和D-B型比較）。製於1955年至1958年。